# Ліддердейл (Айова)
Ліддердейл (англ. Lidderdale) — місто (англ. city) в США, в окрузі Керролл штату Айова. Населення — 166 осіб (2020).

## Географія
Ліддердейл розташований за координатами 42°7′21″ пн. ш. 94°47′1″ зх. д. / 42.12250° пн. ш. 94.78361° зх. д. (42.122495, -94.783670).  За даними Бюро перепису населення США в 2010 році місто мало площу 6,26 км², уся площа — суходіл.

## Демографія
Згідно з переписом 2010 року, у місті мешкало 180 осіб у 80 домогосподарствах у складі 50 родин. Густота населення становила 29 осіб/км².  Було 88 помешкань (14/км²).
Расовий склад населення:
| - 99,4 % — білих - 0,6 % — азіатів |

До двох чи більше рас належало 0,0 %. Частка іспаномовних становила 0,0 % від усіх жителів.
За віковим діапазоном населення розподілялося таким чином: 22,2 % — особи молодші 18 років, 58,4 % — особи у віці 18—64 років, 19,4 % — особи у віці 65 років та старші. Медіана віку мешканця становила 46,5 року. На 100 осіб жіночої статі у місті припадало 95,7 чоловіків;  на 100 жінок у віці від 18 років та старших — 89,2 чоловіків також старших 18 років.
Середній дохід на одне домашнє господарство  становив 48 880 доларів США (медіана — 44 306), а середній дохід на одну сім'ю — 55 818 доларів (медіана — 47 500). За межею бідності перебувало 7,9 % осіб, у тому числі 31,8 % дітей у віці до 18 років та 0,0 % осіб у віці 65 років та старших.
Цивільне працевлаштоване населення становило 74 особи. Основні галузі зайнятості: виробництво — 20,3 %, мистецтво, розваги та відпочинок — 14,9 %, роздрібна торгівля — 13,5 %, освіта, охорона здоров'я та соціальна допомога — 12,2 %.